# Rebbe
Een rebbe (Hebreeuws: רבי) is de leider van een chassidische beweging. Meestal volgt de oudste zoon zijn vader op als rebbe.
De bekendste rebbes zijn de Satmar Rebbe, Rabbi Moshe Teitelbaum (1914-2006), en de Belzer Rebbe, Rabbi Yissachar Dov Rokeach.
Er zijn vele tientallen chassidische rebbes, met een aanhang wisselend van enkele tientallen tot vele tienduizenden volgelingen.
In voorgaande generaties waren de in 1979 overleden Satmar Rebbe Rabbi Joel Teitelbaum en de in 1994 overleden Lubavitcher Rebbe, Rabbi Menachem Mendel Schneerson zeer bekend.
Sommige rebbes wonen in Joods Antwerpen, zoals de Pshevorsker Rebbe en de Antwerpse Shotzer.